# Heřmanice (nádraží)
Heřmanice je bývalá železniční stanice na již zrušené úzkorozchodné trati, která sem vedla z Frýdlantu. Nachází se ve východní části obce těsně u státních hranic s dnešním Polskem (do konce druhé světové války však s Německem). Do roku 1945, kdy došlo k uzavření hranic, byly Heřmanice jediným úzkorozchodným hraničním přechodem v celém Předlitavsku. Současně železniční stanice představovala největší úzkokolejné překladiště na území rakousko-uherské monarchie. Dle jízdního řádu z roku 1947 se stanice jmenovala „Heřmanice u Frýdlantu“, v jízdním řádu pro roky 1968/1969 je stanice označována již pouze „Heřmanice“.
Stojí zde (čp. 125) patrová přijímací budova, v jejímž přízemí se nacházely služební prostory a též prostory určené veřejnosti, tedy samostatné rakouská i saská dopravní kancelář, pošta, celnice, čekárna 2. a 3. třídy, policejní místnost včetně vězení. Patro obývaly ve třech bytech rodiny rakouských drážních a celních úředníků. Ve stanici bylo zbudováno rakouské a saské celní skladiště na vyvýšených rampách, dále kolejová váha a obrysnice. Poblíž přijímací budovy se zbudovaly záchody pro cestující. Ve východní části stanice stála výtopna o třech stáních Frýdlantských okresních drah (včetně dílny této společnosti) a jednom stání saských železnic. V blízkosti výtopny byla postavena vodárna s vodojemem majícím objem 15 m³, do nějž se voda čerpala pomocí pulzometru ze studny, která se nacházela za výtopnou. Nacházely se tu také dva vodní jeřáby a sklad uhlí. Zbudována zde také měla být točna, od jejíž realizace se nakonec upustilo. Během roku 1957 došlo k opravě střechy bývalé saské části výtopny, při níž došlo k nahrazení sedlové střechy, jíž hrozilo zřízení, střechou pultovou.
Na počátku roku 2018 se objevila zpráva, že staniční budovu spolu s pozemky, po nichž úzkokolejka vedla, bezúplatným převodem od Správy železniční dopravní cesty získalo sdružení Mikroregion Frýdlantsko. Následně se buď všechny členské obce sdružení nebo jen Heřmanice zapojí do rekonstrukce budovy, ve které by mohlo vzniknout regionální muzeum. Zachránit by se měla jak nádražní budova, tak také jeden ze skladů. Druhý sklad a výtopna se již dle rozhodnutí statika musejí zbourat.